# ایشبن سفلی
ایشبن سفلی، روستایی است از توابع بخش مرکزی شهرستان چالوس در استان مازندران ایران.

## جمعیت
این روستا در دهستان کلارستاق شرقی قرار دارد و براساس سرشماری مرکز آمار ایران در سال ۱۳۸۵، جمعیت آن ۴۳۹ نفر (۱۲۸خانوار) بوده‌است. مردم ایشبن سفلی از قومیت طبری هستند. مردم ایشبن سفلی به زبان طبری با گویش چالوسی سخن می‌گویند.